# 1830 w sztukach plastycznych
Wydarzenia w sztukach plastycznych i wizualnych w 1830 roku.

## Urodzeni
- 7 stycznia – Albert Bierstadt (zm. 1902), amerykański malarz pochodzenia niemieckiego
- 13 lutego  – Robert Dorer (zm. 1893), szwajcarski rzeźbiarz
- 9 kwietnia  – Eadweard Muybridge (zm. 1904), brytyjski fotograf działający w USA
- 8 czerwca  – Juan Manuel Blanes (zm. 1901), urugwajski malarz
- 9 lipca  – Henry Peach Robinson (zm. 1901), brytyjski fotograf i teoretyk fotografii
- 10 lipca  – Camille Pissarro (zm. 1903), francuski malarz
- 15 sierpnia  – Henryk Dębicki (zm. 1906), polski malarz
- 17 września  – Giovanni Bastianini (zm. 1868),  włoski rzeźbiarz i fałszerz
- 9 października  – Harriet Hosmer (zm. 1908), amerykańska rzeźbiarka
- 24 października  – Marianne North (zm. 1890), angielska ilustratorka botaniczna, malarka roślin, podróżniczka, przyrodniczka
- 26 listopada  – Rafał Credo (zm. 1867), polski malarz, franciszkanin i działacz patriotyczny
- 3 grudnia  – Frederic Leighton (zm. 1896), brytyjski malarz i rzeźbiarz
- 13 grudnia  – Louis Dubois (zm. 1880), belgijski malarz
- 14 grudnia  – Izabella Działyńska (zm. 1899), polska malarka amatorka i kolekcjonerka dzieł sztuki
- José Casado del Alisal (zm. 1886), hiszpański malarz
- Rafael Castro Ordóñez (zm. 1865), hiszpański malarz, rysownik i fotograf
- Celina Dominikowska (zm. 1886), polska malarka, rzeźbiarka, pisarka i kolekcjonerka pamiątek narodowych
- Edward Domaniewski (zm. 1883), polski malarz

## Zmarli
- 11 lutego  – Giovanni Battista Lampi (starszy) (ur. 1751), włoski malarz pracujący w Austrii
- 23 lutego  – Jan Piotr Norblin (ur. 1745), francuski malarz, rysownik i grafik,
- 10 marca  – Łukasz Doliński (ur. 1750), ukraiński malarz
- 13 kwietnia  – Thomas Lawrence (ur. 1769), angielski malarz
- 28 kwietnia  – Maria Herman (ur. 1803), polska rysowniczka i litografka
- 11 maja  – János Donát (ur. 1744), węgierski malarz
- 21 maja  – Jan Gładysz (ur. 1762), polski malarz
- 15 sierpnia  – François Baillairgé (ur. 1759), kanadyjski rzeźbiarz, malarz i architekt.
- 5 października  – Józef Oleszkiewicz (ur. 1777), polski malarz
- Agustín Esteve (ur. 1753), hiszpański malarz